# El viaje de Javier Heraud
El viaje de Javier Heraud es un documental peruano de 2019 dirigido por Javier Corcuera.

## Sinopsis
El documental es un retrato del poeta y guerrillero peruano Javier Heraud, quien murió a los 21 años en Madre de Dios, localidad de la selva peruana, a través de la información y documentos que posee Ariarca Otero, sobrina nieta de Heraud.

## Producción
La película fue producida por Quechua Films Perú, La Mula Producciones y Tamboura Films (España), y distribuido por V&R Films.
Fue estrenada en el 23 Festival de Cine de Lima siendo la película de apertura del festival. Posteriormente, el 22 de agosto de 2019, fue estrenada al público en general en salas de cines comerciales.